# Hubertus Brouwer
Hubertus Hieronymus Brouwer (* 3. Januar 1919 in Scheveningen bei Den Haag, Provinz Zuid-Holland; † 14. März 1980 in Ochtrup, Kreis Steinfurt, Nordrhein-Westfalen) war ein niederländischer Maler, Grafiker, Glas-, Mosaik- und Keramikkünstler.

## Leben
Nach der Schule ließ sich Brouwer, Sohn eines niederländischen Bildhauers, zunächst zum Lehrer ausbilden und absolvierte 1939 das Lehrerexamen. Ein Wehrdienst, den er danach begonnen hatte, war 1940 beendet, so dass er im selben Jahr seinen Referendardienst in Den Haag antreten konnte. Sein Land war mittlerweile von der deutschen Wehrmacht besetzt. Nach dem Hauptlehrerexamen begann er 1941 eine Tätigkeit als Lehrer an der Deutschen Mittel- und Oberschule in Amsterdam. Parallel belegte er an der Kunstakademie Kurse für Grafik und an der Freien Akademie Den Haag Kurse im Modellzeichnen. Mit einem Stipendium besuchte er in den Jahren 1942/1943 die Staatliche Hochschule für Bildende Künste in Berlin. Dort nahm er an Seminaren von Wilhelm Tank, Kurt Wehlte und Paul Plontke teil.
1943 kam er zum ersten Mal nach Ochtrup, einer grenznahen Kleinstadt im Münsterland, um als Keramikmaler in der Töpferei Ostkotte zu arbeiten. Im gleichen Jahr nahm er an der Mittelschule Ochtrup eine Stelle als Lehrer für Kunst und Sport an. Nach dem Zweiten Weltkrieg studierte er bis 1946 erneut an der Haager Kunstakademie, ehe er 1947 wieder nach Ochtrup zurückkehrte und dort bis zu seinem Tod sesshaft wurde. In dieser Phase entstand sein Porträt des verstorbenen Bischofs von Münster, Clemens August Graf von Galen. Sein erster öffentlicher Auftrag war 1949 ein Wandbild für den Sitzungssaal des ehemaligen Kreishauses in Beckum. 1951 beteiligte er sich an einer Ausstellung der Münsteraner Künstlergemeinschaft Schanze.
Hatte er bisher Gegenständliches traditionell gemalt und gezeichnet, Figuren, Bildnisse, Blumen, Landschaften, Szenen der Arbeit und aus der Bibel, so löste er sich um 1950 zunehmend von der körperhaften Darstellung. In seinen anfangs noch von figürlichen Motiven beherrschten Gemälden und Grafiken begannen eigenwillige fließende, winklige und gebündelte Linien aufzutauchen. Dieser Stil fand Eingang in seine Glasfenster und Mosaikarbeiten der 1950er und frühen 1960er Jahre. In der Taufkapelle der Marienkirche in Ochtrup (1952, Architekt Dominikus Böhm), in der Kapelle des St.-Johannes-Hospitals in Hagen-Boele, in der evangelischen Gnadenkirche in Münster (1960) und in der Epiphaniaskirche in Münster (1963, Architekt Hanns Hoffmann) umgab er Figuren und Symbole mit Flächen, die in sich in „kristallinen Splitterungen“ und „dynamischen Linienschwüngen“ auflösen (Erich Franz). Anklänge des Kölner Meisters der modernen Glasfensterkunst, Georg Meistermann, sind in diesen Arbeiten sichtbar. In diese Schaffensphase fällt auch sein Hauptwerk, das große Mosaik Die apokalyptischen Reiter, mit dem er die runde Empfangshalle zum neuen Flügel der Laurenz-Textilwerke in Ochtrup gestaltete (um 1953, Architekt Dominikus Böhm).
Kennengelernt hatte er Meistermann und Böhm durch Heinz Laurenz, den Ochtruper Fabrikanten, seinen Mäzen, der es ihm durch finanzielle Förderung ermöglichte, den Lehrerberuf aufzugeben und sich ganz der Kunst zu widmen. Durch Laurenz entstand ferner ein für ihn bedeutender Kontakt zum Krefelder Museumsdirektor Paul Wember.
Nach einem Aufenthalt in Paris im Jahr 1954, bei dem er auch Fernand Léger begegnete, ging Brouwer Mitte der 1950er Jahre zur gegenstandslosen Darstellung über: Bilder und Zeichnungen dieser Phase „erscheinen bewusst von einer Bewegung zur nächsten entwickelt – mit dem Ziel, jegliches Schema und jegliche Regelhaftigkeit zu überwinden“ (Erich Franz).
Gegen Mitte der 1960er Jahre tauchten in seiner abstrakten Malerei und Grafik gegenständliche Andeutungen wieder auf, jedoch im Stil des Surrealismus – Landschaften, Schwebetierchen, eine geteilte Frucht, Münder, verschiedenste Falten und Wölbungen, Körperteile von Tieren.
Unter dem Eindruck der Ausstellung „visuelle poesie“, die 1969 im Westfälischen Landesmuseum veranstaltet worden war, begann Brouwer schließlich seine Wortbilder zu schaffen, Darstellungen mit kryptischen Wörtern, deren Entzifferung bereits schwerfällt und die ein weites Feld von Assoziationen eröffnen.
Für den öffentlichen Raum schuf er 1960/1961, eingelassen in eine Außenwand der Stadtbibliothek Krefeld, ein abstraktes Keramikrelief, 1965 für die Volksbank Ochtrup ein Kachelbild, zwei weitere Kachelbilder 1979 für die Fa. Strotmann in Ochtrup.